# Lichtburg (Essen)

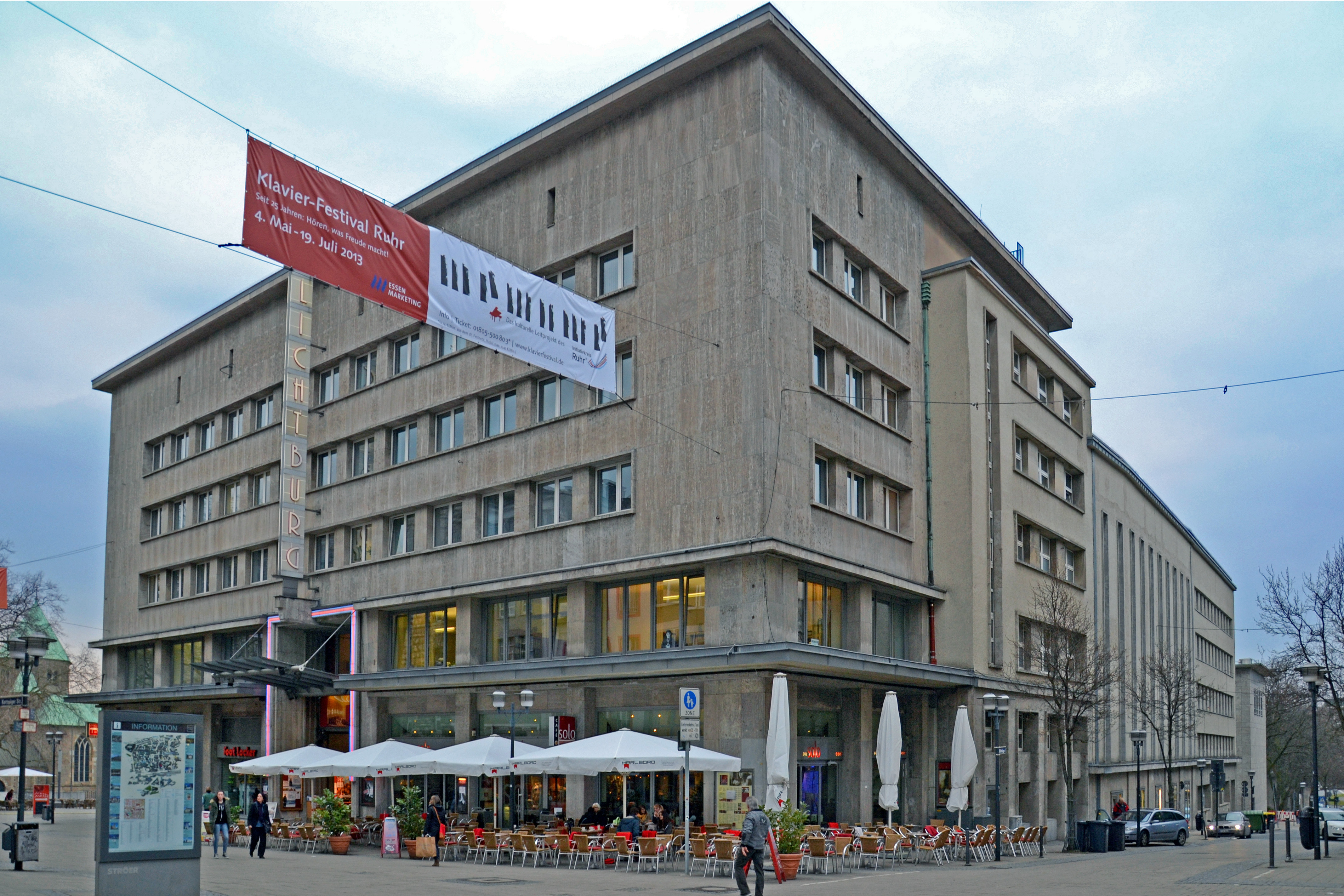
Gebäude der Lichtburg

Die Lichtburg ist ein historisches Kino im Stadtkern von Essen. Mit heute 1250 Plätzen besitzt sie den größten Kinosaal Deutschlands. Das im Ursprung aus dem Jahre 1928 stammende Gebäude steht seit 1998 unter Denkmalschutz. Im Untergeschoss befindet sich seit dem letzten Umbau 2003 ein zweiter, kleiner Kinosaal mit 150 Plätzen, der nach dem indischen Filmschauspieler Sabu benannt ist.

## Geschichte

### Vorgeschichte

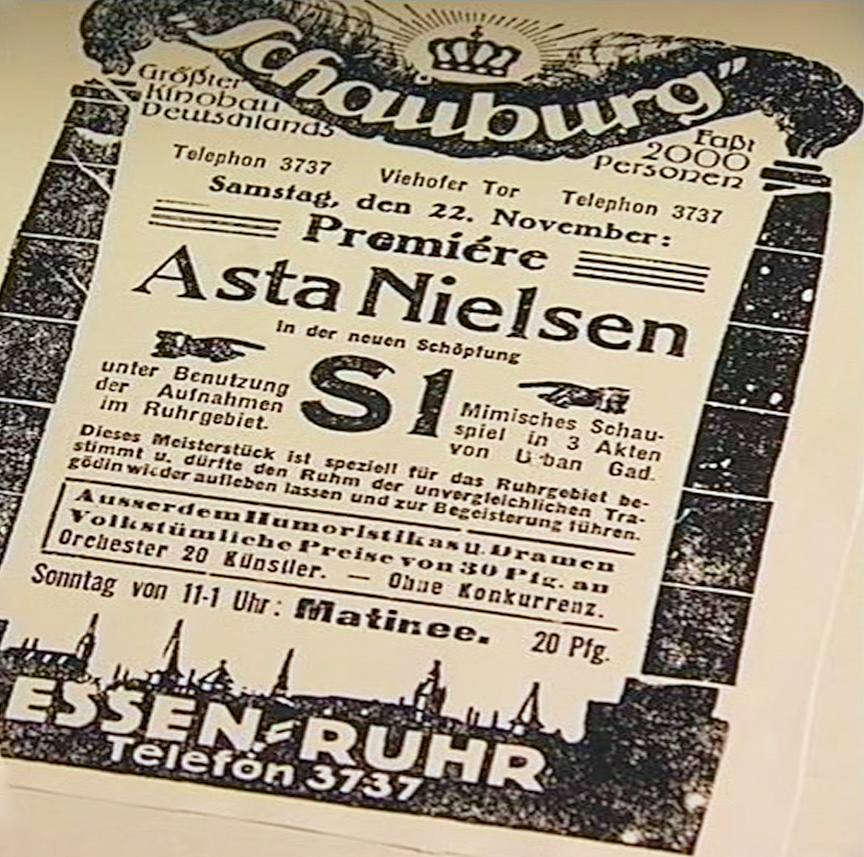
Zeitungsanzeige der Schauburg 1913

Bereits 1896 wurden erste bewegte Bilder in Wanderkinos mit teils zweifelhaftem Ruf in Essener Zeitungen angekündigt. 1909 eröffnete der Inhaber im Alfredushaus an der Frohnhauser Straße das Germania-Theater mit 488 Sitzplätzen. Es schloss im Frühjahr 1932 und wurde am 27. August des Jahres als City von der City-Theater GmbH wiedereröffnet. Am 5. September 1913 eröffnete die Projektions-AG Union (PAGU) mit 2000 Klappstuhl-Plätzen die Schauburg am Viehofer Tor, den damals größten Kinobau Deutschlands. Die Schauburg bezeichnete sich selbst als Koloss der Lichtspiele. Bis 1914 gab es in Essen zwanzig Kinos. 1924 beschloss die Stadt Essen einen Generalsiedlungsplan, mit dessen Hilfe auch der zentrale Burgplatz umgestaltet werden sollte. Dazu wurde ein neues, den Platz dominierendes Lichtspielhaus im Stil der Neuen Sachlichkeit geplant. Es sollte anstelle des alten Kreishauses entstehen.

### Errichtung und Eröffnung
Die Burgplatz-Bau AG – sie bestand aus Stadtverwaltung und privaten Investoren – steckte sich Großstadt-Architektur aus einem Guss als Ziel. Zu diesem Vorhaben entwarf der Essener Stadtbaurat Ernst Bode das Lichtspielhaus als Gebäude und das Essener Architekturbüro Heydkamp und Bucerius (Richard Heydkamp und Curt Bucerius) nach ursprünglichen Entwürfen des Architekten Lothar Kaminski den Innenausbau mit einer Kuppel von 20 Metern Durchmesser, der damals größten in einem deutschen Theaterraum.
Das neue Kino wurde als Lichtburg am 18. Oktober 1928 eröffnet und besaß rund 2000 Polsterklappsitze mit elektrischer Platzmeldeanlage. Setzte sich ein Kinobesucher, so meldete ein geschlossener elektrischer Kontakt der Kassiererin im Eingangsbereich, dass der Platz besetzt ist. Zur Eröffnung wurde erstmals die 150.000 Reichsmark teure Wurlitzer-Kinoorgel, die größte, die bis dahin in einem europäischen Kino installiert war, gespielt. Sie konnte schon Verkehrslärm und Donner imitieren. Die Orgel kam mit der Albert Ballin in Cuxhaven an und wurde dort auf die Eisenbahn verladen, so dass sie am 6. Oktober 1928 in Essen eintraf. Zudem verpflichtete damit erstmals ein deutsches Theater zwei amerikanische Organisten, die dieses Instrument spielten. Zur Eröffnung spielte auch der deutsche Organist und Komponist Paul Mania die Orgel. Das 30-köpfige Lichtburg-Orchester unter der Leitung des italienischen Dirigenten Franco Fedeli, dessen Musiker teils der Kölner Philharmonie entliehen waren, spielte unter dem Dirigat des Hauskapellmeisters und -organisten Josef Schafgans Orpheus in der Unterwelt. Später begleitete es Stummfilme. Nun öffnete sich der Vorhang für den Trickfilm Dorf und Stadt des russischen Puppentrickfilmers Władysław Starewicz. Nach dem Auftritt der Ballettgruppe aus dem Pariser Varieté Folies Bergère kam der Hauptfilm Marquis d’Eon, der Spion der Pompadour auf die Leinwand. Die Eintrittspreise der Eröffnungsvorstellung entsprachen denen der normalen Filmvorstellungen, sie lagen zwischen einer Reichsmark im Vorparkett und 2,50 Mark in der Loge. Es wurde um Abendgarderobe gebeten.
Etwa ein Jahr nach Eröffnung kam der Tonfilm in die Lichtburg. Dazu äußerte sich die Leitung der Lichtburg zunächst in einer Anzeige in der Essener Volkszeitung vom 15. August 1929. Die Vorführung von Filmen, deren Begleitmusik und Geräuscheffekte unter Wegfall der Orchesterbegleitung auf Grammophonplatten erzeugt werden, werde ausgeschlossen, sondern weiterhin die musikalische Begleitung mit Orchester und Wurlitzer-Orgel bevorzugt. Für Sprech- und Gesangsfilme, soweit sie auf dem internationalen Markt bereits vorhanden waren, wurde darauf vorbereitend eine Tonfilm-Apparatur installiert. Persönliche Gastspiele verschiedener Künstler solle es weiter geben.
Zu dieser Zeit kündigte sich die erste Krise für die Lichtburg an, da die Bürger in den Zeiten der Wirtschaftskrise 1929 kaum mehr Geld für das Kino ausgaben.

### Enteignung

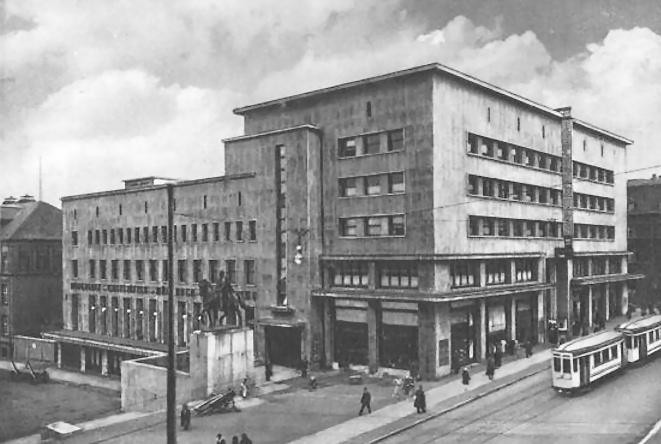
Die Lichtburg an der heutigen Kettwiger Straße, zur Zeit des Nationalsozialismus Adolf-Hitler-Straße genannt; davor das 1924 hierhin versetzte Essener Kaiser-Wilhelm-Denkmal (Aufnahme: 1934)

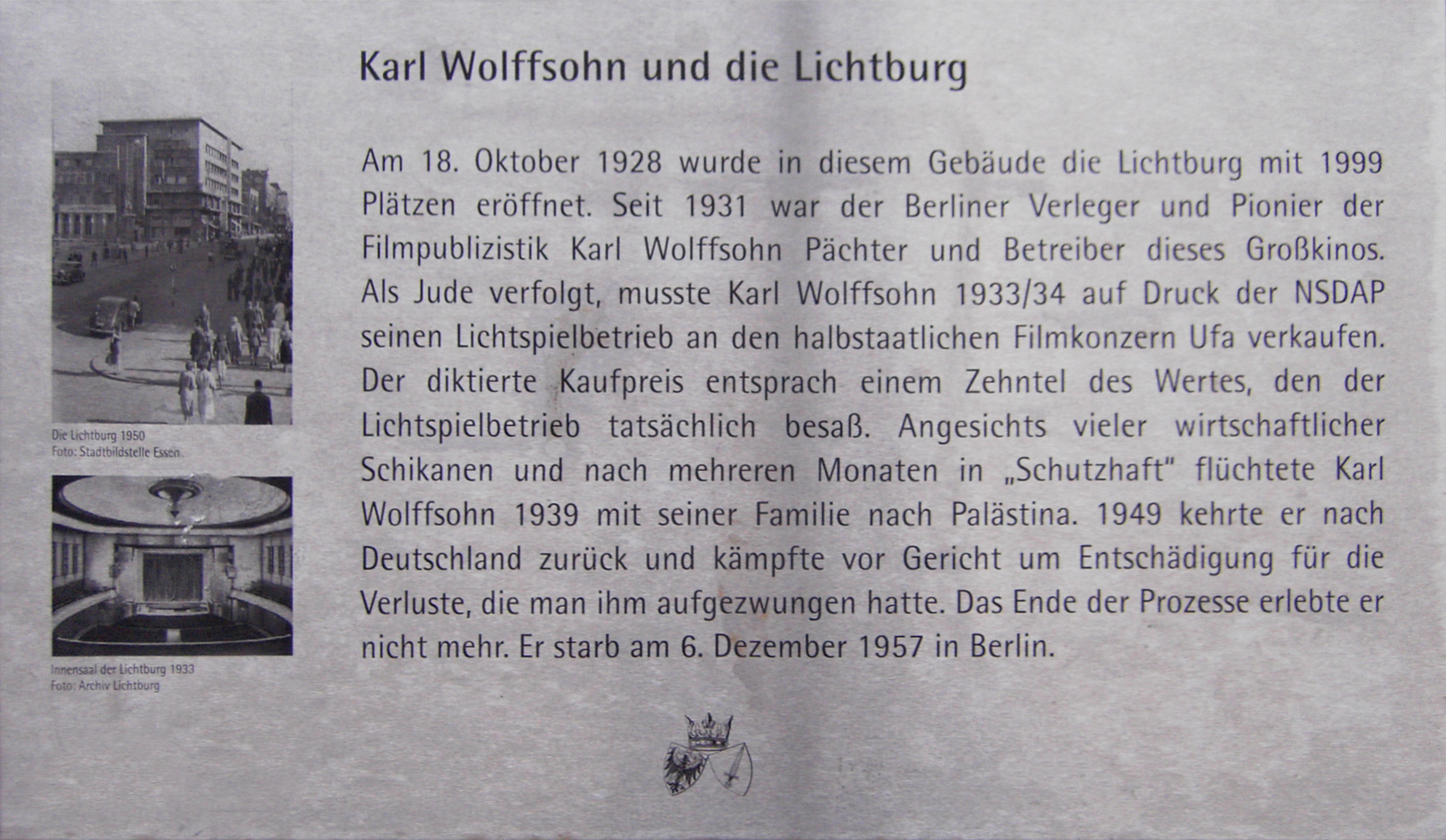
Gedenktafel an der Lichtburg

In der Zeit des Nationalsozialismus wurde die Lichtburg zu Propagandazwecken genutzt. So führte man auch hier Die Deutsche Wochenschau vor. Sie zeigte oft Filmmaterial aus Essen – beispielsweise immer, wenn Adolf Hitler die Krupp-Werke besuchte. Denn Essen war für die Nationalsozialisten ein wichtiger Industrie- und Rüstungsstandort.
1933/1934 wurde der jüdische Betreiber, der Berliner Verleger, Unternehmer und Mitbegründer der deutschen Filmpublizistik Karl Wolffsohn durch massiven Druck seitens des Essener NSDAP-Gauleiters Josef Terboven zum Verkauf des Kinos weit unter Wert an die Universum Film AG gezwungen. So stellt die Lichtburg ein frühes Beispiel für die Arisierung jüdischen Besitzes in Deutschland dar. Wolffsohn erhielt nur ein Zehntel des tatsächlichen Wertes. Er flüchtete 1939 mit seiner Familie nach Palästina. 1940 zeigte man den antisemitischen Propagandafilm Jud Süß auch in der Lichtburg. Wolffsohn kehrte 1949 zurück und kämpfte um eine Entschädigung, doch das Ende des Gerichtsprozesses erlebte er nicht mehr. Seit 2006 erinnert eine Gedenktafel an der Lichtburg an Karl Wolffsohn. Sie wurde im Beisein des Enkels, des Historikers Michael Wolffsohn, enthüllt. Er steht der Berliner Lichtburg-Stiftung vor, die sich dort unter anderem mit einem deutsch-türkisch-jüdischen Kulturzentrum engagiert.

### Zerstörung und Wiederaufbau
Im Zweiten Weltkrieg wurde die Lichtburg während der alliierten Bombenangriffe auf Essen am 5. März 1943 fast zerstört. Essen war wegen seiner Rüstungsindustrie ein Hauptangriffsziel der Alliierten. Der Vorführungssaal brannte völlig aus, jedoch blieb die Fassade erhalten.
Knapp zwei Jahre nach Kriegsende suchte die Stadt per Zeitungsannonce neue Betreiber. Heinrich Jaeck und Erich Menz, die bereits vor dem Krieg mehrere Essener Filmtheater unterhalten hatten, erhielten den Auftrag, die Lichtburg erstklassig als Spitzentheater zu führen. Der Kinosaal wurde in den Jahren 1948 bis 1950 in der Formensprache der frühen 1950er Jahre wiedererrichtet. Beim Wiederaufbau war der Architekt Carlos Dudek insbesondere an der Filmbar beteiligt. Am 23. März 1950 fand die Wiedereröffnung mit einer Rede des damaligen Oberbürgermeisters Hans Toussaint statt. Dabei erschien Willi Forst persönlich zu seinem Film Wiener Mädeln im nun rund 1700 Plätze bietenden Filmtheater.

### Premierenkino in den 1950er und 1960er Jahren
Während der 1950er und 1960er Jahre galt die Lichtburg als das wichtigste Premierenkino Deutschlands. Es profitierte von guten Kontakten des Betreibers Erich Menz zu Filmproduzenten und -verleihern. Romy Schneider kam 1955 zur Filmpremiere zu Die Deutschmeister. Da Deutschland nach der gewonnenen Fußball-Weltmeisterschaft 1954 wieder aufatmete, waren auch viele der erfolgreichen Fußballer dabei zu Gast, darunter auch der Essener Helmut Rahn. 1957 kam Romy Schneider zur Uraufführung der Liebeskomödie Monpti erneut in die Lichtburg. Von 1960 bis 1993 führten die Betreiber vier Gästebücher, in die sich zu Premieren beispielsweise Zarah Leander, Jean Marais, Heinz Rühmann, Sonja Ziemann, Curd Jürgens, Hans Albers, Heinz Erhardt, Maria Schell, Hans Moser, Dieter Borsche, Ruth Leuwerik, Pierre Brice, Lex Barker, Buster Keaton und Gary Cooper eintrugen. Wurde die Lichtburg als Veranstaltungssaal genutzt, traten Künstler wie Louis Armstrong mit Velma Middleton (1952), Count Basie oder Juliette Gréco auf.
1963 übernahm Ilse Menz die Leitung der Lichtburg und prägte dann rund fünfzig Jahre lang die Essener Film- und Kinogeschichte. So wurde in der Nähe der Lichtburg der Ilse-Menz-Weg im Jahr 2004 nach ihr benannt.
Das Aufkommen des Fernsehens in den 1960er Jahren war auch für die deutsche Kinolandschaft mit wirtschaftlichen Einbußen verbunden und löste ein Kinosterben aus.
Auch wieder in den 1970er Jahren wurden die Premieren seltener und es änderten sich die Gäste. Statt der Hollywood-Größen kamen mehr europäische Schauspieler, beispielsweise Bud Spencer und Terence Hill. Der Grund lag an der schlechten wirtschaftlichen Lage des Ruhrgebiets, in dem die Arbeitslosigkeit insbesondere wegen Zechenschließungen stark anstieg.
So schlossen in Essen innerhalb von 15 Jahren zwei Drittel aller Kinos. Die Lichtburg konnte sich jedoch aufgrund ihrer Größe, ihrer Bühne für Show und Theater und ihrer zentralen Lage bis in die 1980er Jahre halten.

### Multiplex-Konkurrenz und Erneuerung

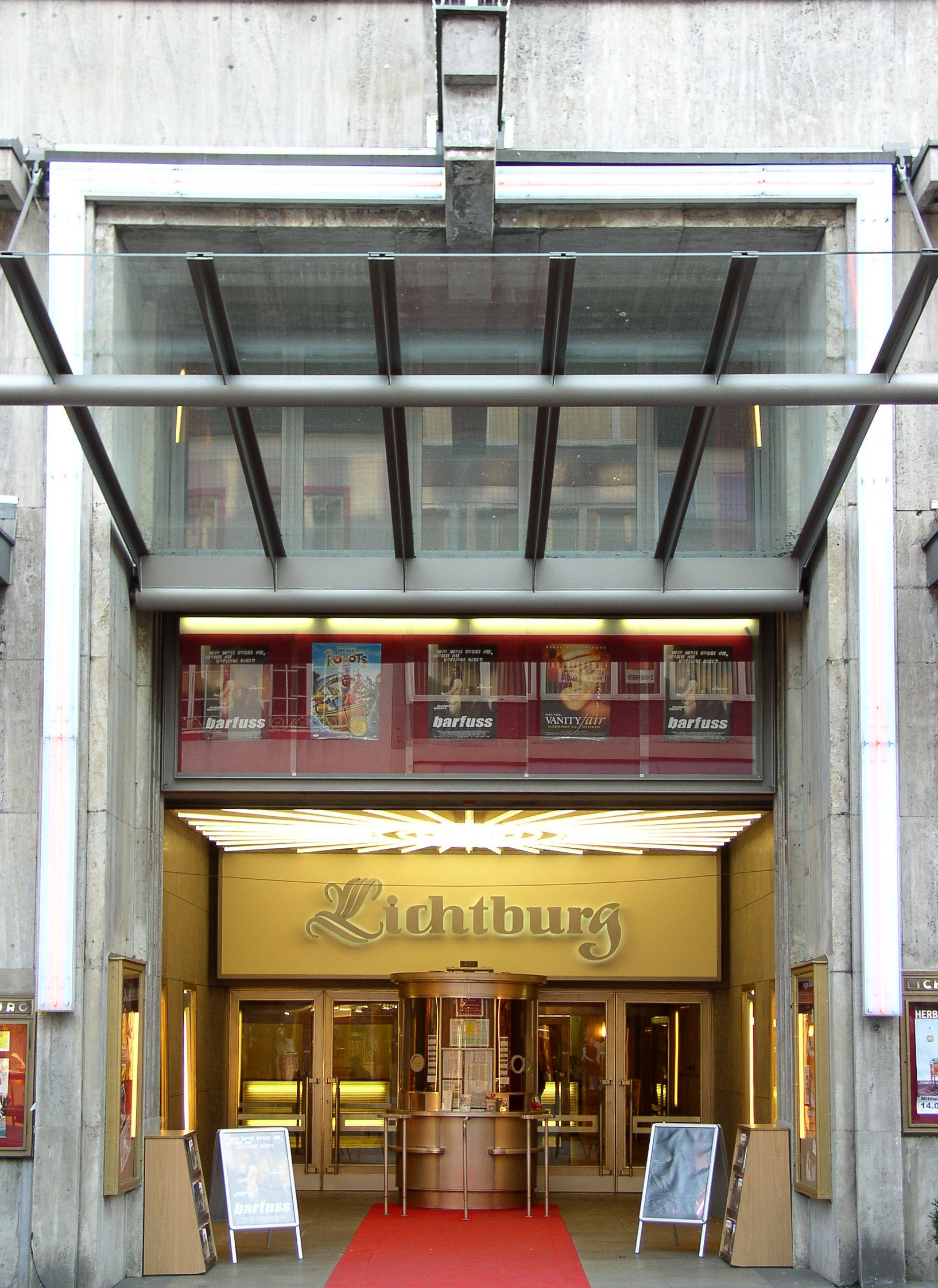
Eingangsbereich

1991 wurde, ebenfalls in der Stadtmitte, das Multiplex-Kino Cinemaxx Essen eröffnet. Unmittelbar nach seinem Start brachen die Besucherzahlen aller herkömmlichen, als technisch veraltet geltenden Essener Kinos massiv ein. Bis auf die Lichtburg mussten alle Lichtspielhäuser nach kurzer Zeit schließen, darunter auch das Europa-Kino an der Viehofer Straße und der Grand-Palast an der Rottstraße mit jeweils mehreren Vorführungssälen. Allein die Essener Programmkinos blieben durch ihr anderes Zielpublikum weitgehend unbeeinflusst.
Ab Mitte der 1990er Jahre war auch die Lichtburg wiederholt von Schließung bedroht. Der Gebäudekomplex, in dem sich die Lichtburg befindet, war zudem renovierungsbedürftig. 1994 planten Teile der Essener Politik und Verwaltung einen Umbau des mitten im Zentrum, an der Fußgängerzone liegenden Gebäudes zu einer Einkaufspassage sowie den Verkauf der städtischen Immobilie zur Haushaltssanierung. Später wurde auch eine Showbühne geplant.
1998 kam die Lichtburg in die Hände der Essener Filmkunsttheater GmbH. Deren Geschäftsführerin Marianne Menze betrieb die Lichtburg seitdem zusammen mit ihrem Ehemann Hanns-Peter Hüster. Mit deren Hilfe und der Unterstützung durch den Kulturbeirat der Stadt Essen wurden Politiker, Künstler und Medienvertreter gewonnen, die sich für die Lichtburg als Kino starkmachten. Darunter befanden sich Wim Wenders, Wolfgang Niedecken und Gerhard Schröder. Schließlich kam es im Jahr 2000 zu einem einstimmigen Ratsbeschluss, die Lichtburg als Kino zu erhalten. Nach der Entscheidung, die Volkshochschule Essen im Osten angrenzend an das Lichtburg-Gebäude anzusiedeln, fanden sich Investoren, mit deren Hilfe das Projekt endgültig Gestalt annahm. In einem einjährigen, sieben Millionen Euro teuren Großprojekt wurde die Architektur denkmalgerecht im Stil der 1950er Jahre vollständig wiederhergestellt. Hierzu zählte die Fassade ebenso wie der historische Kinosaal, das Foyer, die Filmbar (früher Teeraum genannt), Büros, Gastronomiebetriebe und der neue Anbau der Volkshochschule, der nach einem Entwurf der Architekten Hartmut Miksch und Wolfgang Rücker entstand. Nach Restaurierung ab März 2002 wurde die Lichtburg am 16. März 2003 mit der Deutschlandpremiere des Films Das Wunder von Bern wiedereröffnet. Das Atelier-Theater aus den 1970er Jahren wich dem heutigen Blauen Salon.
Zum 85-jährigen Bestehen fand am 18. Oktober 2013 eine Gala statt, bei der Caroline Link mit den Hauptdarstellern Ulrich Tukur und Samuel Schneider zur Deutschlandpremiere ihres Films Exit Marrakech zu Gast waren. Unter den anwesenden Gratulanten waren weitere Prominente wie Sönke Wortmann, Hannelore Kraft, Werner Hansch und Oberbürgermeister Reinhard Paß. Auch 90 Jahre Lichtburg wurden gefeiert, wobei am 18. Oktober 2018 Wim Wenders und Mario Adorf und Filmproduzent Christoph Ott zu Gast waren.

## Heutiges Kino
Die Lichtburg verfügt heute über eine mit moderner Projektionstechnik ausgestattete, 150 Quadratmeter große, aufrollbare Leinwand, hinter der sich eine Bühne befindet, so dass der Saal, der 1250 Zuschauern Platz bietet, auch für Theater- und Kabarettveranstaltungen sowie für Lesungen und Konzerte genutzt werden kann. Als eines der wenigen Kinos in Deutschland verfügt die Lichtburg noch über einen 70-mm-Filmprojektor. Die Tonanlage ist für Dolby Digital und DTS ausgelegt. Im zweiten, kleinen Kinosaal Sabu kommen weitere 150 Sitzplätze hinzu.
Die Lichtburg ist nun wieder Schauplatz zahlreicher Premieren, insbesondere von Werken deutscher Filmschaffender. Sie ist nach wie vor kein Programmkino. Der Programmschwerpunkt liegt, bedingt durch die Größe, auf amerikanischem und europäischem Mainstream-Kino.
Gezeigt werden auch Sonderprogramme. Unter anderem sprach der ehemalige Bundeskanzler Gerhard Schröder 2006 auf der Kinobühne über seine Biografie Entscheidungen. Mein Leben in der Politik. Im gleichen Jahr präsentierte hier Hape Kerkeling sein Programm Wieder auf Tour. 2013 und 2014 gab es Premieren zur Fernsehserie Der letzte Bulle und 2019 zum gleichnamigen Kinofilm. Am 25. Januar 2015 wurde im Beisein des Bundestagspräsidenten Norbert Lammert der Dokumentarfilm Shoah über den Holocaust in seiner kompletten Länge von über neun Stunden gezeigt. Der Produzent Claude Lanzmann präsentierte ihn persönlich. Am 8. April 2015 präsentierte der niederländische Regisseur Mark Verkerk Die neue Wildnis über das Naturentwicklungsgebiet Oostvaardersplassen. Das Metropole Orkest unter der Leitung von Maurice Luttikhuis begleitete die Deutschlandpremiere live. Vom 20. bis einschließlich 23. November 2015 spielte die Düsseldorfer Musikgruppe Kraftwerk im Rahmen ihrer Deutschlandtournee sieben Konzerte in der Lichtburg.
Der gesamte Gebäudekomplex, zu dem auch die östlich angrenzende Volkshochschule auf insgesamt 17.500 m² Fläche gehört (Lichtburg: rund 4000 m²), unterlag bis ins Jahr 2018 einem Erbbaurechts-Vertrag. Der Rat der Stadt Essen beschloss im Juni 2018, diesen im Jahr 2018 vorzeitig aufzulösen. So übernahm die Stadt die Gebäude mit einem Buchwert von 18,5 Millionen Euro von ihrer eigenen Grundstückstochter, der Grundstücksverwaltung Stadt Essen GmbH (GVE). Damit verhindert die Stadt einen Verkauf an private Dritte und sichert mit längerfristigen Pachtverträgen den weiteren Kinobetrieb.
Seit dem Sommer 2019 findet jährlich das Lichtburg Open Air am Dom statt. Ausnahmen bildeten die Jahre 2020 und 2021 während der COVID-19-Pandemie. Jeweils im Juli und August werden aktuelle Filme, Klassiker und Highlights der letzten beiden Jahre auf einer Großbildleinwand auf dem Domplatz, nördlich an den Burgplatz angrenzend, unter freiem Himmel gezeigt.
Am 19. Februar 2020 beschloss der Rat der Stadt Essen die verschleißbedingte Generalüberholung aller 1250 Kinosessel im Filmtheater, die Ende November des Jahres abgeschlossen war. Die zeitweise Schließung des Kinos während der COVID-19-Pandemie begünstigte den Zeitplan. Für die Maßnahme waren 670.000 Euro veranschlagt. Diese und die Materialauswahl waren mit dem Denkmalschutz abgestimmt.
Seit Ende 2022 wird ein 4K-Laserprojektor für Filmvorführungen genutzt. Im Januar 2023, nach gut einjähriger Sanierung der Gebäude-Fassade, wurde der vertikale, charakteristische Lichtburg-Schriftzug im Stil der 1920er Jahre über dem Eingangsportal generalüberholt und mit neuer LED-Technik wieder angebracht.
Im März 2020 starb Hanns-Peter Hüster, so dass Marianne Menze die Lichtburg allein weiter betrieb. Im November 2024 übernahmen Oliver Flothkötter und David Schreiber die Leitung.